# Den amerikanske brødremenighed
Den amerikanske brødremenighed var et anabaptistisk-pietistisk frikirkesamfund, grundlagt i Danmark (1876) og i Skåne i det sydlige Sverige (1885) af den danske prædikant Christian Hope. Den omtaltes også som mennonitiske brødrekirke. De skandinaviske brødremenigheder var tilknyttet den amerikanske brødrekirke (Schwarzenau Brethren).

## Historie
I 1870 konverterede den til Nordamerika udvandrede dansker Christian Hope til Schwarzenau Brødrene. Schwarzenau Brødrene havde rødder i den pietistiske-mennonitiske bevægelse i Tyskland i 1700-tallet. Seks år senere vandte han tilbage til Danmark og startede her sammen med Daniel Fry Schwarzenau Brethrens første missionsprojekt uden for USA under navnet Den amerikanske brødremenighed. For at kunne oprette en menighed skulle der være 8 medlemmer. Da der er 13 medlemmer i Hjørring, etablerdes den første danske menighed her den 6. maj 1876.
Den amerikanske brødremenighed opførte senere blandt andet et missionshus i Hørdum i Thy (Bethel Hørdum). Missionshuset lå på Sportsvej, hvor nu Hørdumhallen ligger. Den toetagers bygning var indrettet med både stor og lille sal. Præsten boede på Enkestræde (i dag: Banevej 10). I 1925 opførte menigheden et nyt bedehus i Bedsted (Zion eller Silo). Ud over i Thy fandtes der flere menigheder i Vendsyssel - bl.a. i Hjørring, hvor der holdtes møder i Forsamlingsbygningen, Østergade 9, Hjørring, og mindre menighedsmøder privat hos menighedens medlemmer, samt i Sindal og Frederikshavn.
Fra 1877 er missionsarbejde et vigitg element. I 1885 blev missionsprojektet udvidet til også at omfatte Skåne i det sydlige Sverige. Der oprettedes menigheder i Malmø, Kevlinge (sv. Kävlinge el. Kjävlinge), Olseröd, Simmershavn (sv. Simrishamn) og Vanneberga (ved Christiansstad). I 1923 opførtes en kirkebygning i Malmø (Betesda). Kirken blev senere solgt til Frelsens Hær.
I løbet af 1920'erne ebbede tilslutningen i Vendsyssel og Thy til brødremenighederne ud. Missionsvirksomheden fortatte i København, hvor man indtil 1931 anvandte en sal hos Brødremenigheden i Stormgade (det Københavnske Brødresocietet, etableret i 1739 af Herrnhuterne). I 1947 sluttede den amerikanske brødremenighed missionsprojektet i Skandinavien. Arbejdet blev i en vis grad videreført af den selvstændige frikirke Christi Menighed med menigheder i både København og Frederiksværk.